# Tajik League 2001
De Tajik League 2001 is het negende seizoen van de Tajik League.
Het voetbalkampioenschap van Tadzjikistan (Ligai olii Toçikiston) is in 1992 gestart nadat Tadzjikistan onafhankelijk werd na het uiteenvallen van de Sovjet-Unie. Het hoogste niveau bestaat in 2001 uit 10 voetbalclubs en er wordt gevoetbald van het voorjaar tot en met het najaar. Titelhouder van vorige seizoen zijn Varzob Dushanbe.

## Stand
| Pos | Team                    | Wed | W  | G | V  | Ptn | DV | DT | +/− |
| --- | ----------------------- | --- | -- | - | -- | --- | -- | -- | --- |
| 1   | Regar-TadAZ (C)         | 18  | 16 | 2 | 0  | 50  | 58 | 9  | +49 |
| 2   | Panjshir                | 18  | 11 | 5 | 2  | 38  | 38 | 23 | +15 |
| 3   | CSKA Pamir Dushanbe     | 18  | 9  | 5 | 4  | 32  | 29 | 19 | +10 |
| 4   | Varzob Dushanbe         | 18  | 9  | 4 | 5  | 31  | 39 | 26 | +13 |
| 5   | Khujand                 | 18  | 7  | 6 | 5  | 27  | 36 | 22 | +14 |
| 6   | Poisk Dushanbe          | 18  | 7  | 2 | 9  | 23  | 27 | 39 | −12 |
| 7   | Vakhsh Qurghonteppa     | 18  | 4  | 3 | 11 | 15  | 16 | 26 | −10 |
| 8   | Umed Dushanbe           | 18  | 2  | 8 | 8  | 14  | 24 | 33 | −9  |
| 9   | Khoja Karimov Gazimalik | 18  | 3  | 4 | 11 | 13  | 22 | 39 | −17 |
| 10  | Bofanda Dushanbe        | 18  | 1  | 3 | 14 | 6   | 17 | 70 | −53 |

## Topscores
| Rank | Spelers           | Club        | Doelpunten |
| ---- | ----------------- | ----------- | ---------- |
| 1    | Pirmurad Burhanov | Regar-TadAZ | 19         |
| 2    | Rabiyev           | Regar-TadAZ | 12         |
| 3    | Kassirov          | Khuja Karim | 10         |

1992 · 1993 · 1994 · 1995 · 1996 · 1997 · 1998 · 1999 · 2000 · 2001 · 2002 · 2003 · 2004 · 2005 · 2006 · 2007 · 2008 · 2009 · 2010 · 2011 · 2012 · 2013 · 2014 · 2015 · 2016 · 2017 · 2018 · 2019 · 2020 · 2021 · 2022 · 2023 · 2024 · 2025
Chatlon · 
Choedzjand ·
CSKA Pomir · 
Doesjanbe-83 · 
Fajzdjand · 
Istaravshan · 
Istiklol · 
Koektosj Rudaki · 
Lokomotiv Pomir · 
Regar-TadAZ